# Guus Velders
Guus Velders is een Nederlands onderzoeker bij het Rijksinstituut voor Volksgezondheid en Milieu (RIVM) en bijzonder hoogleraar luchtkwaliteit en klimaatreacties aan de Universiteit Utrecht.
Hij heeft bijgedragen aan het stoppen van klimaatverandering en klimaatakkoorden in Kigali, Rwanda. Er is hier sprake van cfk's en hfk's.